# Vjatjeslav Jekimov
Vjatjeslav Vladimirovitj Jekimov (ryska: Вячеслав Владимирович Екимов), född 4 februari 1966 i Viborg, Sovjetunionen, är en rysk före detta professionell tävlingscyklist som vann OS-guld i tempoloppet vid olympiska sommarspelen 2000 i Sydney och guld på samma distans vid olympiska sommarspelen 2004 i Aten. OS-guldet 2004 tilldelades honom retroaktivt då amerikanen Tyler Hamilton, som vann loppet, diskvalificerades på grund av dopning.
Vjatjeslav Jekimov tävlade för Sovjetunionen och tog guld i herrarnas lagförföljelse vid olympiska sommarspelen 1988 i Seoul. 
Som proffscyklist var Jekimov under flertalet år lagkamrat och hjälpryttare till Lance Armstrong i det amerikanska stallet US Postal Service. Åren 2000–2005 var Jekimov med och hjälpte Armstrong att vinna sex Tour de France. Själv vann han en individuell etapp och två lagtempoetapper i Tour de France. Han vann även en etapp i Vuelta a España.